# 黎巴嫩民族运动
黎巴嫩民族运动（阿拉伯語：الحركة الوطنية اللبنانية）是黎巴嫩内战前以及黎巴嫩內戰初期的共产主义、泛阿拉伯主义和叙利亚民族主义政党聯盟，該聯盟支持巴勒斯坦解放組織
。 
該聯盟成立於1969年。黎巴嫩內戰爆發後，該聯盟一度佔領黎巴嫩全國80%的領土。1982年以色列入侵黎巴嫩後，該聯盟解散。